# Solna Vikings
El Solna Vikings es un equipo de baloncesto sueco que compite en la Basketligan, la primera división del país. Tiene su sede en la ciudad de Solna. Disputa sus partidos en el Solnahallen, con capacidad para 2000 espectadores. En julio de 2015 anuncian que abandonan la liga por problemas económicos.

## Resultados en la Liga sueca
| Temporada | División | Liga        | Posición | Play-Offs        | Competición Europea |
| --------- | -------- | ----------- | -------- | ---------------- | ------------------- |
| 2010–11   | 1        | Basketligan | 6        | Cuartos de final | -                   |
| 2011–12   | 1        | Basketligan | 7        | Cuartos de final | -                   |
| 2012–13   | 1        | Basketligan | 6        | Cuartos de final | -                   |
| 2013–14   | 1        | Basketligan | 6        | Cuartos de final | -                   |
| 2014–15   | 1        | Basketligan | 7        | Cuartos de final | -                   |

## Palmarés
- Basketligan
  - Campeón (6): 1973, 1984, 1985, 1989, 2003, 2008
  - Subcampeón (2): 2006, 2009

## Jugadores destacados
| - Trevor Harvey - Duke Tshomba - Sasa Cavic - Krum Doychinov - Roope Ahonen - Kari Hyökki - Juha Sten - Petri Virtanen - Justin Sedlak - Miguel Ángel Montañana - Logi Gunnarsson - Helgi Magnússon - Sigurður Þorsteinsson - Saulius Dumbliauskas - Idongesit Ibok - Miilah Kombat - Borislav Djordjic - Vlada Krupnikovic - Vukašin Mandić - Jesper Eliasson - Niklas Larsson - Alexander Lindqvist | - Thomas Massamba - Rudy Mbemba - Martin Pahlmblad - Emil Salon - Sean Smith - Erkan Inan - Sanjay Adell - Jerel Blassingame - Leon Buchanan - Jerome Coleman - Adam Constantine - Chaz Crawford - Marcus Damas - Byron Davis - Micah Edwards - Aaron Ellis - Jonte Flowers - John Flynn - Donald Johnson - Jaron Jones - Antwan Jones - Avery Jukes | - Logan Kosmalski - Tyler Laser - Kelvin Lewis - Taj McCullough - John McDonald - Stephen McDowell - Brandon McKnight - Andrew Mitchell - Todd Okeson - Terrell Riggs - Bilal Salaam - Otis Smith - Bryant Smith - Lincoln Smith - Joseph Taylor - Eric Taylor - Charles Thomas - Russel Todd - William Walker - Titus Warmsley - James Washington - Devonta White | - Kenny Williams - Rafael Carbone - Marko Djuric - Mirsad Dubo - Dragan Ham - Alex Murphy - Olivier Ilunga - Diamantis Koukouvinos - Andreas Kouvatsis - Elias Mouratidis - Julius Barnes - Christian Koutras - Serkan Inan - Demetrius Brown - Luke Dean |